# Salar al-Dawla
Salar al-Dawla Abu l-Fath Mirza (1880-1959) fou un príncep qajar de Pèrsia, fill de Muzaffar al-Din Shah (1896-1907) i germà de Muhammad Ali Shah (1907-1909).
Educat acuradament va ocupar alguns càrrecs i el 1906 fou nomenar governador de Luristan i es va casar amb la filla del governador de Pusht-i-Kuh amb la idea d'agafar poder per independitzar-se del seu germà. El 1909 quan fou enderrocat Muhammad Ali Shah va armar les tribus més per fer-se independent que en defensa del seu germà.
El 1911 es va revoltar a prop de Saqqiz i el juliol entrava a Sanandadj (Senna) on gaudia de relacions familiars i clientelars importants que s'estenien a tota l'aristocràcia local. Va tenir com a lloctinent a xeic nakhshibandita de Tawila. Va proclamar que volia retornar al tron al seu germà que en aquell mateix moment estava fent el seu darrer intent de recuperar el poder (intent que no va tenir èxit). Va aconseguir el suport dels kalhurs kurds manats per Daud Khan (al que va prometre el govern de Kermansah), així com dels kurds sandjabis de Shir Khan i algunes altres tribus o faccions kurdes i es va posar al front dels anti-constitucionalistes. Els comerciants de Kermansah van haver de finançar la revolta sota pressió de Daud Khan. Així Salar al-Dawla va reunir deu mil soldats però no eren ni molt bons ni de plena confiança. El setembre Salar fou derrotat pels constitucionalistes prop de Sultanabad, i es va haver de retirar cap a Kermansah que també va haver d'abandonar.
Però el 1912 va passar al contraatac i va recuperar Kermansah; per guanyar el favor dels kurds els va deixar saquejar la ciutat, i això va portar noves tribus al costat de Salar i Daud Khan. Aquestos dos van fer una marxa de tot o res cap a Teheran, però foren derrotats a la batalla de Sahna. Daud i el seu fill sobrevivent més gran van morir en el combat i Salar al-Dawla va fugir al Luristan. L'octubre la revolta s'havia acabat. El lideratge dels kalhurs va passar a Sulayman Khan, un altre fill de Daud Khan, junt amb un net, Abbas Khan; les disputes pel lideratge va eclipsar als kalhurs com va passar des de 1913 amb Shir Khan i els sandjabis.
Salar al-Dawla va viure després com a persona privada i va morir el 1959 amb 79 anys.